# 1. Csehszlovák Hadtest
I. Csehszlovák Hadtest volt annak a katonai alakulatnak a neve, amely a második világháború idején a keleti fronton harcolt a szovjet Vörös Hadsereg oldalán.

## Megalakulásuk
A hadtest megalakulása visszanyúlik 1939- re, amikor is csehek, morvák és szlovákok megélhetés céljából Lengyelországba települtek. A bevándorlókat a helyiek hidegen fogadták, helyzetüket később nehezítette a II. világháború kitörése, a nácizmus kiterjedése Lengyelországra. A munkát keresők ezután kénytelenek voltak Romániába települni, mivel azonban a helyzet itt is megváltozott, a Szovjetunióban találtak menedékre. Itt sem fogadták őket jobban. Sztálinnak ugyanis paktuma volt Hitlerrel, semmilyen katonai egységeket nem engedélyezett. Az ellenszegülők könnyen a gulágokban, vagy az NKVD börtöneiben találhatták magukat.

## Fordítás
Ez a szócikk részben vagy egészben  a   Prvý česko-slovenský armádny zbor v ZSSR című szlovák Wikipédia-szócikk ezen változatának fordításán alapul.  Az eredeti cikk szerkesztőit annak laptörténete sorolja fel. Ez a jelzés csupán a megfogalmazás eredetét és a szerzői jogokat jelzi, nem szolgál a cikkben szereplő információk forrásmegjelöléseként.